# Pseudoterpna grisescens
Pseudoterpna grisescens är en fjärilsart som beskrevs av Carl Reutti 1898. Pseudoterpna grisescens ingår i släktet Pseudoterpna och familjen mätare. Inga underarter finns listade.